# Зельц (страва)
Зельц (від нім. Sülze) — варений пресований ковбасний виріб в оболонці. Готується зі свинячого і яловичого м'яса, шпика, а також язика, печінки та інших субпродуктів. Назва походить від німецького Sülze, що є німецьким різновидом драглів (холодцю).

## Спосіб приготування страви
Промити голову свині, порубати її на частини і варити години три. Розібрати м'ясо на дрібні шматочки.
Цибулю очистити від лушпиння, дрібно порізати і додати в м'ясо голови. Посолимо м'ясо на смак і розбавимо бульйоном, в якому воно варилося. Від кількості рідини буде залежати консистенція зельцу. Засиплемо в масу ароматні приправи і почекаємо, коли все охолоне. Охолодженим м'ясом заповнимо поліетиленовий пакет більше ніж наполовину. Зав'яжемо ниткою пакет і укладемо в каструлю. Накриємо щільно кришкою, меншою за діаметром, і придавимо вантажем.
Залишимо зельц застигати на добу. Готовий продукт нарізається скибками, подається на тарілках з гірчицею, гострим хріном. До зельцу дуже хороша розсипчаста варена картопля, посипана подрібненою зеленню.